# キャイ〜ン天野ひろゆきのMEGAうま!ラジオバーガー
キャイ〜ン天野ひろゆきのMEGAうま!ラジオバーガー（キャイ〜ンあまのひろゆきのめがうま!ラジオバーガー）はニッポン放送で、1995年5月1日から11月2日まで放送したラジオ番組。放送時間は月曜 - 木曜 22:00 - 24:00。

## 概要
前番組『伊集院光のOh!デカナイト』が打ち切られた為に急遽 開始した若者向け夜ワイド番組。
当番組は6ヶ月で終了。天野ひろゆきはその後、ラジオ番組を一人で担当したのは2017年10月に開始した『Billboard JAPAN HOT100 COUNTDOWN』のパーソナリティを務めるまでは無かった。
番組の最終回はエンディングで、天野がしゃくりあげながら号泣。ライブの告知を泣きながら行った。その模様をこっそり見ていた天野の同期で『ナインティナインのオールナイトニッポン』のパーソナリティを務めた、ナインティナインが「ラジバカ」最終回直後のANNで大爆笑した。以降はナイナイのANNで事ある毎に、この時の話がフリートークで出る様になり、「ラジバカ」の存在を知らない新規のリスナーに知られる定番のエピソードとして有名になった

## コーナー番組
『ヤングパラダイス』からの夜ワイドの流れで、箱番組に出演していたメンバーを総称してラジバカファミリーと呼んでいた。
- グレチキのまぜまぜパニックびっくらげ! （22:30 - 22:40）
- 都並君・藤川君のイエローカードなんて怖くない  （22:50 - 23:00）
- 瀬戸朝香 せーとー派宣言 （23:30 - 23:40）
- 電気GROOVE ビリビリいこうぜ! （23:50 - 24:00）

## スタッフ
- 構成 - 鈴木おさむ、楠野一郎
- プロデューサー - 安岡喜郎